# Boletín americanista
El Boletín americanista es una revista científica fundada en 1959, especializada en historia de América. Actualmente es editada por Revistas Científicas de la Universidad de Barcelona (RCUB) y Edicions UB, y desde el año 2010 cuenta con una frecuencia de publicación semestral (bianual). Para su publicación en la revista, los manuscritos enviados por los autores pasan por un sistema de evaluación por pares (peer-review). El Boletín está indexado en bases de datos bibliográficas como SCOPUS, SJR o Dialnet, entre otros, situándose de media en el cuartil 3.   
El Boletín Americanista tiene por objetivo facilitar el debate interdisciplinario sobre el pasado y el presente de los países americanos. Tienen cabida las investigaciones sobre el pasado precolombino, la historia colonial, así como la historia contemporánea y actual de las repúblicas americanas, sin excluir temáticas sociales, políticas, económicas y culturales. La revista también acepta artículos que establezcan comparaciones con otros ámbitos geográficos, pero en perspectiva americana.